# Indianapolis 500 2010
Indianapolis 500 2010 – 94. edycja wyścigu który został rozegrany na torze Indianapolis Motor Speedway 30 maja 2010 roku w ramach serii IRL IndyCar Series. Udział w nim wzięło 33 kierowców z 12 krajów.

## Ustawienie na starcie
W 2010 wprowadzono nowy format kwalifikacji oraz wprowadzono dodatkowe punkty doliczane do klasyfikacji sezonu dla wszystkich zakwalifikowanych kierowców. Rywalizacja o miejsca startowe odbywała się tylko podczas jednego weekendu na tydzień przed wyścigiem. 22 maja odbył się Pole day podczas którego najpierw ustalono pozycje od 1 do 24, a następnie najlepsza dziewiątka miała wymazane czasy i rywalizowała między sobą o pole postion. Po raz czwarty w karierze wywalczył je Hélio Castroneves ze średnią prędkością czterech okrążeń 227.970 mph (367 km/h). Pozostałe miejsca startowe zostały ustalone 23 maja podczas Bump day.
| Linia | Wewnątrz | Wewnątrz                | Na środku | Na środku              | Na zewnątrz | Na zewnątrz           |
| ----- | -------- | ----------------------- | --------- | ---------------------- | ----------- | --------------------- |
| 1     | 3        | Hélio Castroneves (W)   | 12        | Will Power             | 10          | Dario Franchitti (W)  |
| 2     | 6        | Ryan Briscoe            | 77        | Alex Tagliani          | 9           | Scott Dixon (W)       |
| 3     | 30       | Graham Rahal            | 20        | Ed Carpenter           | 06          | Hideki Mutō           |
| 4     | 99       | Townsend Bell           | 22        | Justin Wilson          | 2           | Raphael Matos         |
| 5     | 32       | Mario Moraes            | 21        | Davey Hamilton         | 24          | Mike Conway           |
| 6     | 26       | Marco Andretti          | 37        | Ryan Hunter-Reay       | 4           | Dan Wheldon (W)       |
| 7     | 8        | E.J. Viso               | 23        | Tomas Scheckter        | 25          | Ana Beatriz (R)       |
| 8     | 78       | Simona de Silvestro (R) | 7         | Danica Patrick         | 36          | Bertrand Baguette (R) |
| 9     | 33       | Bruno Junqueira         | 19        | Alex Lloyd             | 34          | Mario Romancini (R)   |
| 10    | 43       | John Andretti           | 67        | Sarah Fisher           | 14          | Vítor Meira           |
| 11    | 5        | Takuma Satō (R)         | 29        | Sebastián Saavedra (R) | 11          | Tony Kanaan           |

- Tony Kanaan został przesunięty na ostatnie miejsce startowe z powodu zmian dokonanych w samochodzie po kwalifikacjach
- (W) = wygrał w przeszłości Indianapolis 500
- (R) = pierwszy start w Indianapolis 500

| Punkty | 15 | 13 | 12 | 11 | 10 | 9 | 8 | 7 | 6 | 4 | 3 |

Nie zakwalifikowali się:

#15  Paul Tracy

#18  Milka Duno

#41  A.J. Foyt IV

#41  Jaques Lazier

#66  Jay Howard (R)

## Wyścig
| P                                                                                   | Start | Nr | Kierowca                | Okrążeń | NP  | Czas/Powód wycofania             | Zespół                                         | Punkty |
| ----------------------------------------------------------------------------------- | ----- | -- | ----------------------- | ------- | --- | -------------------------------- | ---------------------------------------------- | ------ |
| 1                                                                                   | 3     | 10 | Dario Franchitti        | 200     | 155 | 3:05:37.0131                     | Chip Ganassi Racing                            | 50+14  |
| 2                                                                                   | 18    | 4  | Dan Wheldon             | 200     | 0   | +0.1536                          | Panther Racing                                 | 40+4   |
| 3                                                                                   | 16    | 26 | Marco Andretti          | 200     | 1   | +20.9875                         | Andretti Autosport                             | 35+4   |
| 4                                                                                   | 26    | 19 | Alex Lloyd              | 200     | 0   | +20.9876                         | Dale Coyne Racing                              | 32+3   |
| 5                                                                                   | 6     | 9  | Scott Dixon             | 200     | 0   | +21.4922                         | Chip Ganassi Racing                            | 30+9   |
| 6                                                                                   | 23    | 7  | Danica Patrick          | 200     | 0   | +21.7560                         | Andretti Autosport                             | 28+4   |
| 7                                                                                   | 11    | 22 | Justin Wilson           | 200     | 11  | +25.9761                         | Dreyer & Reinbold Racing                       | 26+4   |
| 8                                                                                   | 2     | 12 | Will Power              | 200     | 5   | +30.2474                         | Penske Racing                                  | 24+13  |
| 9                                                                                   | 1     | 3  | Hélio Castroneves       | 200     | 3   | +33.0137                         | Penske Racing                                  | 22+15  |
| 10                                                                                  | 5     | 77 | Alex Tagliani           | 200     | 0   | +34.2482                         | FAZZT Race Team                                | 20+10  |
| 11                                                                                  | 33    | 11 | Tony Kanaan             | 200     | 0   | +59.5957                         | Andretti Autosport                             | 19+3   |
| 12                                                                                  | 7     | 30 | Graham Rahal            | 200     | 0   | +59.9739                         | Rahal Letterman Racing                         | 18+8   |
| 13                                                                                  | 27    | 34 | Mario Romancini (R)     | 200     | 0   | +61.6744                         | Conquest Racing                                | 17+3   |
| 14                                                                                  | 22    | 78 | Simona de Silvestro (R) | 200     | 0   | +61.6745                         | HVM Racing                                     | 16+4   |
| 15                                                                                  | 20    | 23 | Tomas Scheckter         | 199     | 5   | +1 okrążenie                     | Dreyer & Reinbold Racing                       | 15+4   |
| 16                                                                                  | 10    | 99 | Townsend Bell           | 199     | 0   | +1 okrążenie                     | Sam Schmidt Motorsports i Chip Ganassi Racing  | 14+4   |
| 17                                                                                  | 8     | 20 | Ed Carpenter            | 199     | 0   | +1 okrążenie                     | Panther Racing i Vision Racing                 | 13+7   |
| 18                                                                                  | 17    | 37 | Ryan Hunter-Reay        | 198     | 0   | Wypadek                          | Andretti Autosport                             | 12+4   |
| 19                                                                                  | 15    | 24 | Mike Conway             | 198     | 15  | Wypadek                          | Dreyer & Reinbold Racing                       | 12+4   |
| 20                                                                                  | 31    | 5  | Takuma Satō (R)         | 198     | 0   | +2 okrążenia                     | KV Racing Technology                           | 12+3   |
| 21                                                                                  | 21    | 25 | Ana Beatriz (R)         | 196     | 0   | Wypadek                          | Dreyer & Reinbold Racing                       | 12+4   |
| 22                                                                                  | 24    | 36 | Bertrand Baguette (R)   | 183     | 0   | +17 okrążeń                      | Conquest Racing                                | 12+4   |
| 23                                                                                  | 32    | 29 | Sebastián Saavedra (R)  | 159     | 0   | Wypadek                          | Bryan Herta Autosport                          | 12+3   |
| 24                                                                                  | 4     | 6  | Ryan Briscoe            | 147     | 5   | Wypadek                          | Penske Racing                                  | 12+11  |
| 25                                                                                  | 19    | 8  | E.J. Viso               | 139     | 0   | Uszkodzenia po kontakcie z bandą | KV Racing Technology                           | 10+4   |
| 26                                                                                  | 29    | 67 | Sarah Fisher            | 125     | 0   | Uszkodzenia po kontakcie z bandą | Sarah Fisher Racing                            | 10+3   |
| 27                                                                                  | 30    | 14 | Vítor Meira             | 105     | 0   | Uszkodzenia po wypadku           | A.J. Foyt Enterprises                          | 10+3   |
| 28                                                                                  | 9     | 06 | Hideki Mutō             | 76      | 0   | Balans nadwozia                  | Newman/Haas/Lanigan Racing                     | 10+6   |
| 29                                                                                  | 12    | 2  | Raphael Matos           | 72      | 0   | Wypadek                          | de Ferran Dragon Racing                        | 10+4   |
| 30                                                                                  | 28    | 43 | John Andretti           | 62      | 0   | Wypadek                          | Andretti Autosport i Richard Petty Motorsports | 10+3   |
| 31                                                                                  | 13    | 32 | Mario Moraes            | 17      | 0   | Uszkodzenia po kontakcie z bandą | KV Racing Technology                           | 10+4   |
| 32                                                                                  | 25    | 33 | Bruno Junqueira         | 7       | 0   | Wypadek                          | FAZZT Race Team                                | 10+3   |
| 33                                                                                  | 14    | 21 | Davey Hamilton          | 0       | 0   | Wypadek                          | de Ferran Dragon Racing                        | 10+4   |
| P                                                                                   | Start | Nr | Kierowca                | Okrążeń | NP  | Czas/Powód wycofania             | Zespół                                         | Punkty |
| Zmiany na prowadzeniu: 13 pomiędzy 8 kierowcami                                     |       |    |                         |         |     |                                  |                                                |        |
| Neutralizacje: 9 (44 okrążenia)                                                     |       |    |                         |         |     |                                  |                                                |        |
| Wszystkie samochody w konfiguracji: nadwozie Dallara, silnik Honda, opony Firestone |       |    |                         |         |     |                                  |                                                |        |
| *NP – liczba okrążeń na prowadzeniu                                                 |       |    |                         |         |     |                                  |                                                |        |